# M/F Ærøsund II
M/F Ærøsund II var en dansk færge, der sejlede overfarten Ærøskøbing-Svendborg, fra 1960 til 1999, under navnet M/F Ærøsund. Færgen blev erstattet i 1999 af færgen M/F Ærøskøbing, og blev solgt til Danartist APS. Den blev brugt til kulturarrangermenter ved en kaj i Odense. Færgen blev i 2000 erklæret bevaringsværdig. 
Firmaet Naturturist i/s havde  i  2012 planer om at  sænke færgen på et endnu ikke fastlagt sted i det fynske øhav, for at omdanne den  til et kunstigt rev til glæde for dyrelivet og dykkere.
Den endelige sænkning blev sat til 5. oktober 2014, trods lokale protester.
Den 5. oktober 2014  blev  M/F Ærøsund sænket i det Sydfynske Øhav. Vraget ligger på godt 19 meter vand i Ringgårdsbassinet cirka 550 meter udfor kysten ved Ballen Havn. Toppen af vraget (færgens skorsten) ligger 6 meter under havets overflade og er derfor interessant for både fridykkere og flaskedykkere. Her fungerer færgen som et kunstigt rev.